# Історія виноробства
Історія виноробства сягає епохи неоліту.

## Археологічні підтвердження
Виноробство виникло після розвитку виноградарства — освоєння людьми культивування винограду. Це відбулося в епоху неоліту близько 8000 років до нашої ери в районі Закавказзя, Східної Анатолії та півночі гір Загрос (сучасний Іран). Давні археологічні знахідки в Грузії, а саме «квеври», те, в чому зберігалось вино, були датовані не менш 8000 років до нашої ери. Дата була визначена на основі біохімічних аналізів, що були проведені музеєм археології та антропології Пенсильванського університету. Юнеско визнала знахідку нематеріальною культурною спадщиною Грузії.
На території Ірану в заселеному 7000 років тому районі Хаджи-Фіруз (північна частина гір Загрос) під час розкопок, організованих Мері М. Фойгт, знайшли глеки об'ємом близько 9 літрів, з жовтуватим осадом. Аналіз показав наявність речовин, які однозначно вказували на виноградне вино. Глеки були поміщені в земляну підлогу вздовж стіни кухні глинобитного дому, датованого близько 5400—5000 р. до нашої ери. Станом на 2009 рік це була найдавніша знахідка, яка вказувала на виробництво вина. Вважається, що вже тоді було вирощено вид винограду, аналогічний сучасному Vitis vinifera, з якого виготовляють більшість сучасних вин. Виноробство застосовувалось з метою зберігання сортів винограду, що швидко псувались. Чи використовувався напій, який отримували в результаті бродіння, спеціально для сп'яніння невідомо.
Виноробство поширювалось на сусідні регіони: в Месопотамію, Грецію, на Кіпр.
На території Греції знайдено сліди цілеспрямованого пресування винограду, яке відноситься до 5 тис. років до н. е., що є доказом раннього виробництва вина в цьому регіоні.
В 2010 році в Вірменії, в печерах поблизу села Арені (печера Арені-1) знайдено найбільш давню з відомих винарень, датована 4100-4000 рр. до н. е.
За даними археології в Стародавньому Єгипті вино вживали вже в 3150 році до н. е..
В 1980 році в гробниці в Синьяні (провінція Хенань, Китай) виявили 2 цілі пляшки з вином, що були розлиті в 1300 р. до н. е. Це вино вважається найстарішим у світі.
В 1867 році в гробниці римського аристократа було знайдено пляшку з вином, датовану між 325 і 350роками н. е. (пляшка вина з Шпайєра)

## Античність
В 2-му тисячолітті до н. е. через фінікійців виноробство поширюється Середземномор'ям. З часом вино стало одним з найбільш значимих культурних символів для різних народів Середземномор'я і зайняло важливе місце в їх міфології та ритуалах, а в подальшому — і в християнському богослужінні (Євхаристія).

### Близький Схід
В Древньому Єгипті вино вживали вже в 3150 році до н. е.. Багато глеків з слідами вина було знайдено в захороненнях часів II династії (XXIX—XXVII столітті до н. е.). Печатки на глиняних пробках посудин свідчать про розвиток виноградарства в Нижньому Єгипті. Слава про виноробне господарство фараона Джосера зберігалась довгий час після його смерті. Крім власних винарень фараонів, вино поступало в казну в якості податку та військового трофею. В той же час для самого фараона існувала офіційна заборона на вино.
Один із богів єгипетського пантеону — Осіріс, цар потойбічного світу, суддя душ померлих, був богом вина. Вино, як і пиво, обожествлялось і пропонувалось в дар богам. Погреби та пресувальні мали божественного покровителя, чий ієрогліф означав пресувальню. Стародавні єгиптяни знали щонайменше 24 сорти вина. Вино пили і чоловіки, і жінки.
В стародавній єгипетській літературі образ доброї землі описувався наступним чином: «там і винограду, і вина більше, ніж води». Помітне місце займає вино і в любовній ліриці.
В ході розшифрування стародавніх єгипетських ієрогліфів вдалось прочитати записи, що стосуються технології обробки темного винограду.
В Стародавній Месопотамії вже в 2700 році до н. е. поклонялись богині вина та іншим винним божествам, регулярно підносили богам пиво та вино.
Великий вклад в розвиток виноградарства внесли фінікійці, які поширили виноробство на території всієї Північної Африки, включаючи Карфаген, Південну Іспанію, Сицилію. Карфагенський письменник Магон склав настанови по догляду за лозою. Багато технологій виноградарства та виноробства перейняли у фінікійців древні греки.

### Греція
Мистецтво виноробства дійшло до грецького півострова близько 2000 року до н. е. Вже до 1700 року до нашої ери, виноробство в Греції стало звичною справою. Пізніше, виноробство стало важливою галуззю економіки, а вино — одним з основних предметів експорту.
Протягом наступних тисячоліть вино виконувало одну і ту ж функцію: воно було включено до релігійних ритуалів. Воно стало важливим напоєм для прийому гостей, для медичних цілей, стало невід'ємною частиною щоденної трапези. Вино пили теплим і охолодженим, чистим і розведеним водою, простим і з прянощами. Вино вважалось настільки важливим для греків, що його вживання вважалось відмінною рисою грецької культури. Ті, що не пили вина, вважались варварами.
Фукідід вважав, що жителі Середземномор'я попрощались із варварством тоді, коли стали вирощувати виноград і оливу.
Греки були одними з найбільш поміркованих у вживанні вина народів. Це було пов'язано з їх правилами вживання алкоголю, їх традиціями поміркованості у всьому. Виключенням з цих традицій був культ Діоніса, коли вважалось, що сп'яніння наближує людей до їх божества.
В той час побутове п'янство було досить рідкісним явищем, сп'яніння ж на бенкетах і святах було звичною справою. Така важлива складова чоловічого проведення часу в греків, як симпосій, зазвичай, завершувалась п'янством. В стародавній грецькій літературі не має свідчень про п'янство серед греків, але на це є свідчення інших народів.
Філософи Ксенофонт (431—351 роки до н. е.) і Платон (429—347 роки до н. е.) високо цінували помірне вживання вина і вважали, що воно позитивно впливає на здоров'я людей, але обидва вказували на проблеми п'янства. Платон вважав, що ніхто в віці до вісімнадцяти років не повинен пити вино. Гіппократ (близько 460—370 років до н. н) виявив цілющі властивості вина, яке вже давно використовувалось в терапевтичних цілях. Арістотель (384—322 роки до н. е.) і Зенон (близько 336—264 роки до н. е.) також критикували п'янство.
Македоняни розглядали нестриманість, як ознаку мужності і були добре відомими п'яничками.
Вино вживалось в Греції на сніданок, під час проведення симпозіумів. В I столітті до н. е. воно вживалось більшою частиною римських громадян. Греки та римляни, як правило, пили розведене вино (1 частина вина і близько 4 частин води).
Стародавні греки вміли витримувати вино. Деякі вина зберігались в запечатаних глиняних амфорах багато років.

### Рим
Римляни перейняли виноградарство та виноробство у греків, ввели багато нового і поширили виноробство по всій території Римської імперії, які мали придатні ґрунтово-кліматичні умови.
Ще до нашої ери було переведено настанови Магона про виноградарство. На цю ж тему писав і Марк Порцій Катон Старший.
Римляни вважали вино «демократичним» напоєм. Вино було доступно рабам, селянам, жінкам і аристократам. Щоб забезпечити стабільне постачання вина для римських солдат і колоністів, у всіх частинах імперії культивувалось виноградарство і виноробство. Вино також використовувалось для релігійних цілей і для приношення дарів богам.
В Римі грецький Діоніс — бог рослинності, виноградарства і виноробства, був відомий як Вакх, Бахус чи Лібер. Римляни проводили свята, на яких вино подавали гостям протягом всього дня разом з триразовою зміною страв.
Домашнє вино вважалось більш престижним, ніж куплене.
Вживання пива в Древньому Римі поступово змінювалось вином.

## Середньовічний період
Культура вирощування винограду поширилась на північніші регіони Європи, а також на території Азії та Африки. В Європі виноробство набуло найбільшого розвитку у Франції, Італії, Іспанії, Португалії, Німеччині, Угорщині.
В цей період визначились майже всі найвідоміші виноробні регіони Європи. Помітну роль в розведенні винограду стали відігравати монастирі. Там велись роботи по виведенню нових сортів.
Якщо виноградарство в середні віки за складністю наближалось до сучасних технологій, то власне виноробство було дуже далеко від сучасних методів. В середні віки вино вживалось протягом одного року після приготування, так як максимальний строк, протягом якого вино не псувалось повністю, складав один рік. Молоде вино цінувалось більше, і виробники намагались продати вино нового врожаю якнайшвидше, або позбутися від вина, що вже постояло, змішуючи його з молодим.
В Європі в часи Середньовіччя виноградне вино залишалось прерогативою вищих класів.

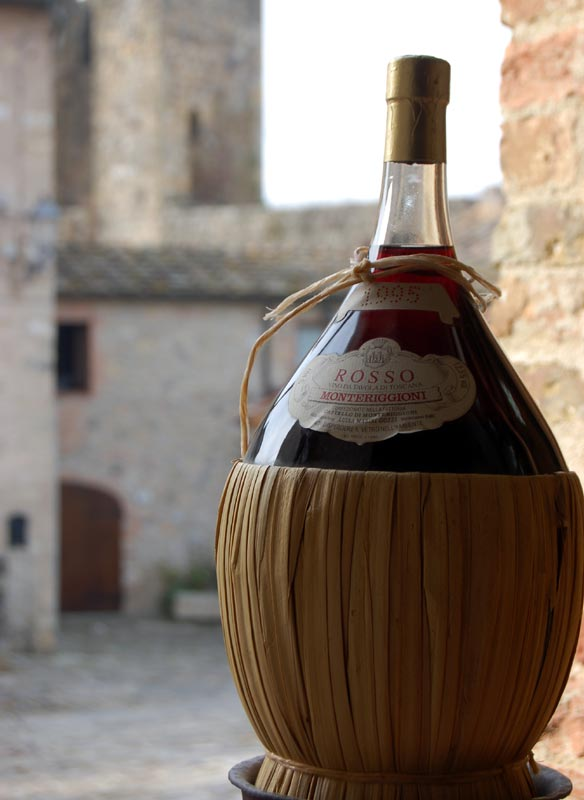

При антисанітарії середньовічної Європи вживання алкогольних напоїв допомагало уникати захворювань, що передаються через воду, таких як холера. Пити вино і пиво було безпечніше, ніж воду, яка, як правило, бралась із забруднених джерел. Спирт, що містився в напоях, сприяв їх дезінфекції і схоронності протягом декількох місяців.

## Нові часи
Більшість вин, що вироблялись в Північній Європі того часу були легкотекучими, світлого кольору і з низьким рівнем алкоголю. Такі вина належним чином не витримувались і з часом перетворювались на оцет. Виробники вин не вважали за необхідне нести затрати на витримку вина. В XVI столітті витримані вина робились тільки в країнах Середземномор'я.
В XVII столітті сталися дві події, які докорінно змінили винне виробництво. Перша — використання корку та скляних пляшок, що дозволило зберігати і транспортувати вина в практично герметичному середовищі. До цього в пляшки вино розливали тільки перед подачею до столу, а для зберігання використовувались бочки. Друга подія — ріст популярності міцних вин, таких як портвейн, мадера і херес. Добавляння алкоголю використовувалось в якості консерванту, що дозволяло винам витримувати довгі морські подорожі в Англію, Америку та Ост-Індію.
Протягом XVII століття конкуренція зі сторони міцних вин, а також новомодних напоїв — кави, какао, підштовхнула до покращення якості вин — їх сортового складу, методів приготування і зберігання, і призвела до створення сучасних типів вина в першій половині XVIII століття. Якщо в кінці XVII століття найбільш ходовим товаром ще було ординарне низькосортне молоде вино, то на XVIII століття приходиться створення червоних вин найкращих марок, що витримувались по п'ять років і більше. Вони зберегли славу і популярність до сьогодні.
При колонізації європейцями нових територій, традиційне європейське виноробство поширилось Новим Світом. В XVI столітті іспанці почали вирощувати виноград в Мексиці, а пізніше — в Перу, Чилі та Аргентині. В Каліфорнії та Австралії виноградарство почало розвиватися в кінці XVIII століття. В Північній Америці місцевий дикорослий виноград ендемічних видів, що був частиною раціону індіанців, був визнаний непридатним для виготовлення вина. В результаті в Америку були завезені європейські сорти винограду.
В 2-ій половині XIX століття більшість виноградників Європи постраждали від виноградної філлоксери і грибкових хвороб, що спричинило спад виноробства. До 1885 року виробництво вина знизилось з 80 до 25 млн гектолітрів. Відновлення виноградників і повернення об'єму виноторгівлі і якості вин до попереднього стану зайняло багато часу і потребувало значних затрат.